# Иссамуленк
Иссамуле́нк (фр. и окс. Issamoulenc) — коммуна во Франции, находится в регионе Рона — Альпы. Департамент коммуны — Ардеш. Входит в состав кантона Сен-Пьервиль. Округ коммуны — Прива.
Код INSEE коммуны 07104.

## Население
Население коммуны на 2008 год составляло 105 человек.
| 1962 | 1968 | 1975 | 1982 | 1990 | 1999 | 2008 |
| ---- | ---- | ---- | ---- | ---- | ---- | ---- |
| 182  | 218  | 162  | 142  | 112  | 96   | 105  |

## Экономика
В 2007 году среди 59 человек в трудоспособном возрасте (15-64 лет) 27 были экономически активными, 32 — неактивными (показатель активности — 45,8 %, в 1999 году было 62,7 %). Из 27 активных работали 25 человек (14 мужчин и 11 женщин), безработных было 2 (1 мужчина и 1 женщина). Среди 32 неактивных 4 человека были учениками или студентами, 24 — пенсионерами, 4 были неактивными по другим причинам.

## Фотогалерея

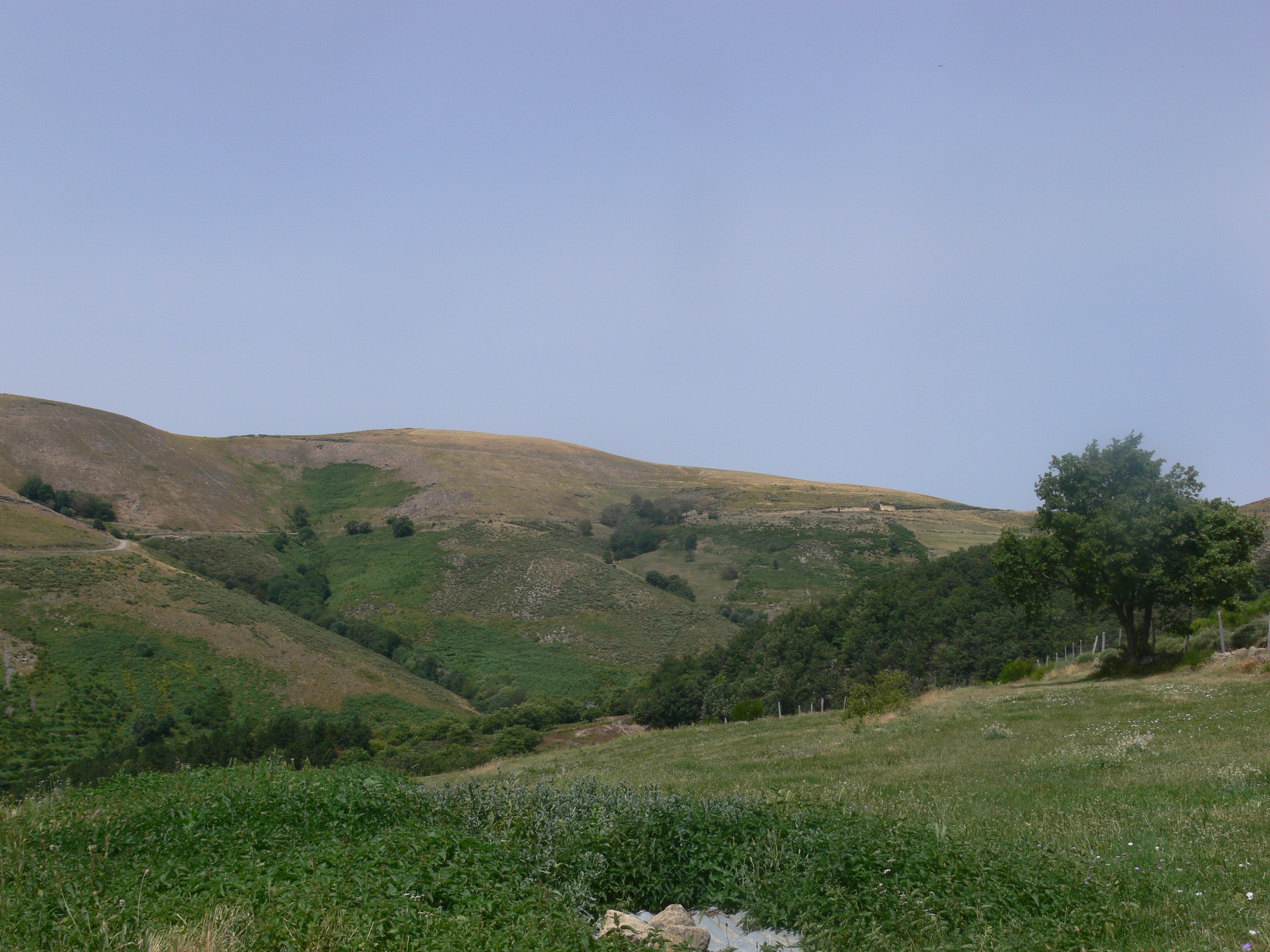
Вид на горы из церкви
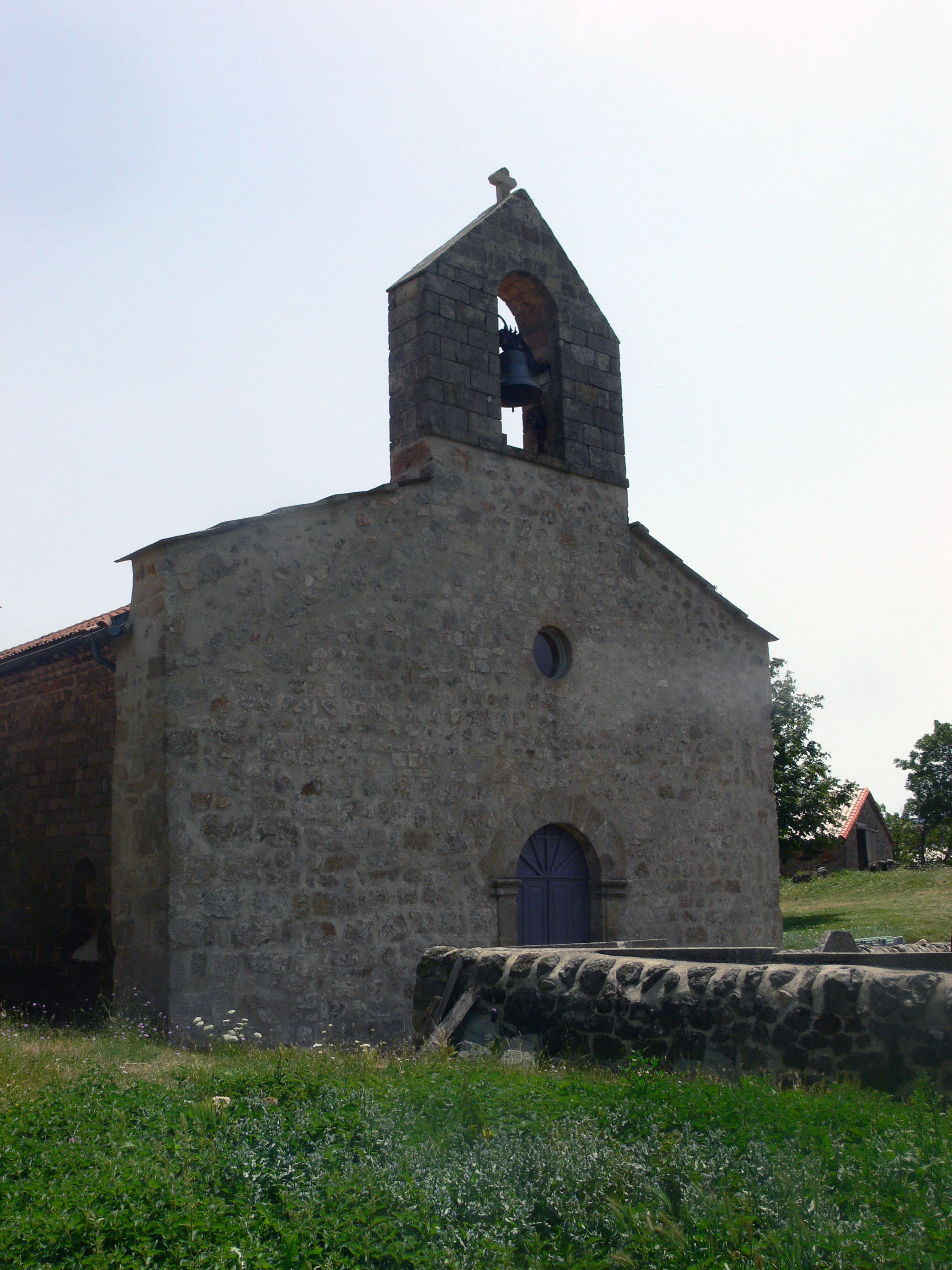
Церковь
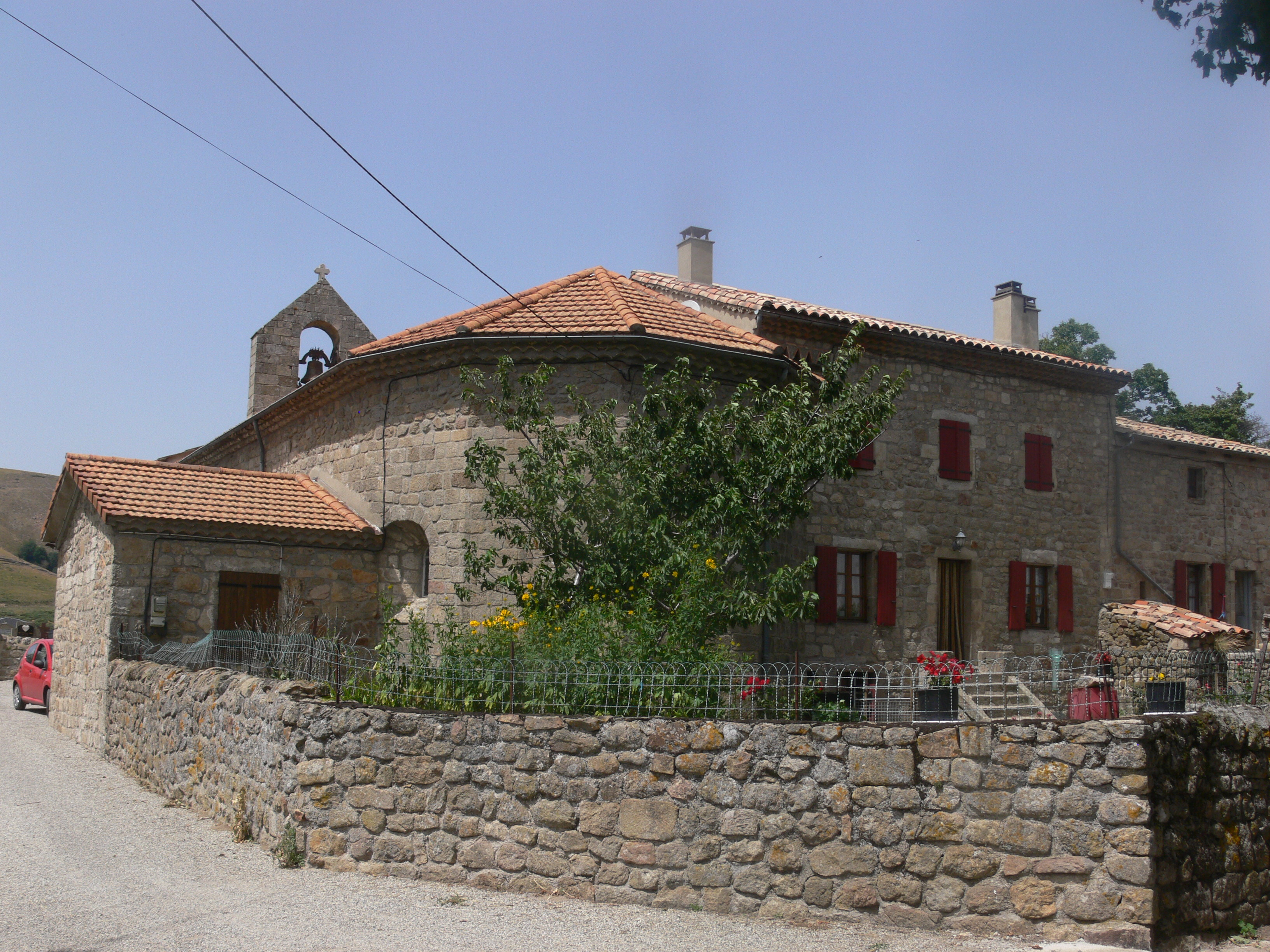
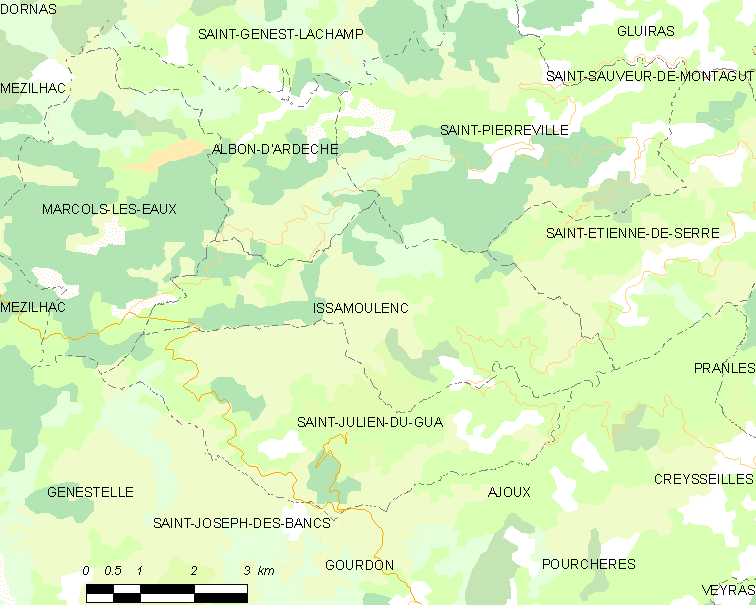
Карта коммуны